# BlackBerry KEYone
Il BlackBerry KEYone è uno smartphone con schermo touchscreen e tastiera QWERTY costruito da TCL Corporation con il brand BlackBerry. Inizialmente conosciuto con il nome in codice "Mercury", il KEYone è stato ufficialmente annunciato il 25 febbraio 2017 al Mobile World Congress di Barcellona.

## Caratteristiche tecniche

### Hardware
Il BlackBerry KEYone presenta nella parte anteriore, dal basso verso l'alto, la fotocamera anteriore da 8 megapixel affiancata dal microfono, dal LED RGB per le notifiche e dai sensori di sistema, uno schermo IPS LCD da 4,5" con aspect ratio 3:2 (o 1,5:1) e risoluzione Full HD 1620 x 1080 pixel protetto da un vetro Corning Gorilla Glass 4 e una tastiera fisica QWERTY che funge anche da trackpad e con il sensore di impronte digitali nascosto nel tasto della barra spaziatrice. Lateralmente sono stati posizionati i tasti per regolare il volume, il tasto d'accensione ed un tasto programmabile per una funzione a scelta, in alto il jack audio da 3,5 millimetri e in basso l'USB-C 3.1 OTG per la ricarica e gli speaker di sistema.
Durante i primi test di resistenza era emersa la scarsa adesione dello schermo al dispositivo, problematica corretta successivamente con una maggiore applicazione di adesivi.
Il KEYone ha un chipset Qualcomm Snapdragon 625 con una CPU octa-core con 8 Cortex-A53 alla frequenza di 2,0 GHz e una GPU Adreno 506, una memoria RAM LPDDR3 di 3 GB e una memoria interna di 32 GB espandibile tramite microSD fino a 256 GB. Ha connettività 2G GSM, 3G HSDPA, 4G LTE, Wi-Fi 802.11 a/b/g/n/ac dual-band con WiFi Direct, hotspot; Bluetooth 4.2 con A2DP, LE, EDR; GPS con A-GPS, GLONASS, BDS2; NFC, radio FM e USB-C 3.1 OTG.
La fotocamera posteriore è una Sony IMX378 da 12 megapixel con apertura massima di f/2.0, registrazione massima di video 4K@30fps (che vengono però stabilizzati solo fino al Full HD@30fps) mentre la fotocamera anteriore è una 8 megapixel grandangolare con f/2.2 e video Full HD.

### Software
A livello software KEYone è dotato di Android 7.1 Nougat nativo con il BlackBerry Launcher, che include la possibilità di attivare il display Ambient, che si accende velocemente per visualizzare le notifiche, il doppio tap per accendere e spegnere lo schermo, l'aggiunta di badge per vedere la presenza di nuove notifiche in un'app, la visualizzazione di widget di un'app con lo swipe sull'icona dell'app e l'aggiunta di app come il BlackBerry Hub, che raggruppa le varie notifiche dalle app di messaggistica in un'unica app o DTEK, un'app per la sicurezza del dispositivo.
La tastiera, oltre a poter essere usata come trackpad, ha la possibilità di associare alla pressione breve o prolungata di ogni singolo tasto l'apertura di una specifica app o un'azione rapida.

## Vendite
BlackBerry KEYone negli USA ha fatto registrare il tutto esaurito nei principali canali di vendita online, classificandosi come #1 "Best Seller" nella sezione smartphone senza contratto di Amazon USA.